# 汪泗論
汪泗論（1561年—1629年），字自魯，號石蓮，南直隸徽州府休寧縣人，軍籍，明朝政治人物。

## 生平
萬曆二十五年（1597年）丁酉應天府鄉試三十九名舉人，萬曆三十八年（1610年）庚戌科會試一百六十一名，第三甲第五十一名進士。工部觀政，授官福建漳州府漳浦縣知縣，調福清縣，有惠政。四十四年留部考選，授山東道監察御史。天啓二年（1622年）巡按江西，三年掌河南道印，八月照刷文卷，九月升太僕寺少卿。曾於諸生中識黃道周，人服其精鑒。《明史》有傳。崇祯二年卒，享年六十九。

## 家族
曾祖汪昱，號顧斋，訓導，封戶部主事；祖汪垍，甲辰進士，右參議，進階亞中大夫；父汪鈦，監生；母吳氏。慈侍下。兄汪文溪（同科举人）；汪湯誥（庠生）；汪淑訓（庠生）。弟汪汝詢（禮部儒士）；汪沂詠；汪清議；汪康謠（癸丑進士）；汪溥諮；汪治謠（庠生）；汪洵訥；汪潢諭（庠生）；汪洛誧（庠生）；汪淮誧。子汪咸穆（庠生）；汪咸和。
祖父汪垍，嘉靖進士，歷官福建兵備僉事，分守福寧。